# Middleton (Midlothian)
Middleton ist ein Weiler in der schottischen Council Area Midlothian am Nordrand der Moorfoot Hills. Die nächstgelegene Stadt ist das vier Kilometer nordwestlich befindliche Gorebridge. Musselburgh liegt 14 km nördlich, Galashiels 23 km südöstlich. Einen Kilometer nördlich befindet sich der Weiler North Middleton. In Middleton entspringt das Gore Water, ein Zufluss des South Esk.
Im frühen 15. Jahrhundert entstand mit Borthwick Castle eine Festung zwei Kilometer nordöstlich von Middleton. Die schottische Königin Maria Stuart fand dort 1567 nach der Ermordung ihres Gemahls Henry Stuart, Lord Darnley zusammen mit James Hepburn, 4. Earl of Bothwell Unterschlupf. Das in den 1710er Jahren erbaute Herrenhaus Middleton Hall liegt am Ostrand des Weilers. Das bedeutende Arniston House ist drei Kilometer nordwestlich nahe Temple gelegen.

## Verkehr
Middleton ist über eine Nebenstraße an die A7 (Edinburgh–Carlisle) angeschlossen. Mit dem entlang der Waverley Line gelegenen Bahnhof von Gorebridge befand sich seit dem 19. Jahrhundert unweit ein Fernverkehrsbahnhof. Nachdem er in den 1960er Jahren geschlossen wurde, wird er im Rahmen der Errichtung der Borders Railway in den 2010er Jahren wiedereröffnet. Mit dem Flughafen Edinburgh befindet sich ein internationaler Verkehrsflughafen rund 23 km nordwestlich.